# 2971 Мор
2971 Мор (2971 Mohr) — астероїд головного поясу, відкритий 30 грудня 1980 року.
Тіссеранів параметр щодо Юпітера — 3,612.